# 김범석 (1978년)
김범석(Bom Suk Kim, 1978년 10월 7일 ~ )또는 범석 김은 한국계 미국인 사업가이다. 영어권에서는 미들 네임을 뺀 범 김으로 유명하다. 한국에서 태어나, 7살때 미국으로 이민한 한국계 미국인으로 하버드대학교를 졸업 후 미국의 보스턴컨설팅그룹(BCG) 본사에서 2년간 근무하다 2009년 잡지사 ‘빈티지미디어컴퍼니’를 설립하였으며 이를 매각한 뒤 경영대학원(MBA)에 진학, 소셜커머스의 사업성을 확인하고 2010년 한국에 입국하여 전자상거래 회사 쿠팡을 창업하였다.